# فيريدوكسين

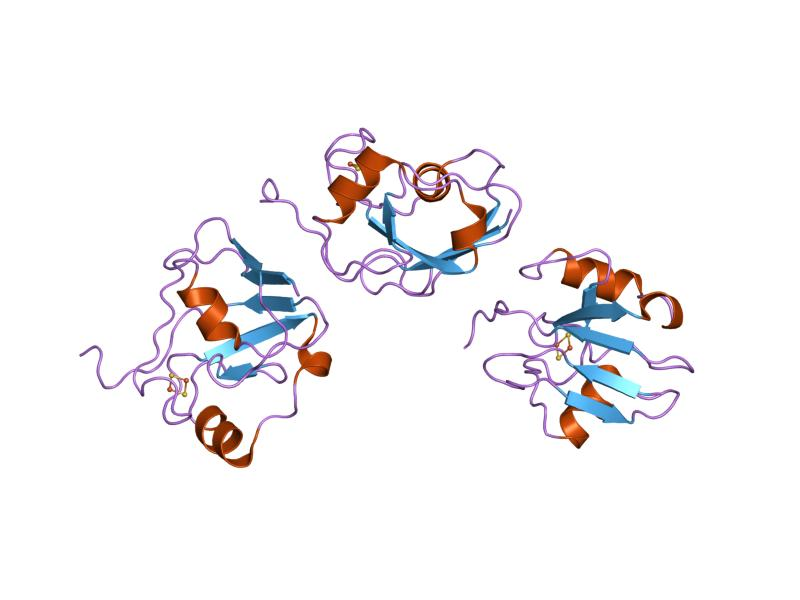
بنية بروتين فيريدوكسين من النمط 2Fe-2S.

فيريدوكسين هو بروتين حديدي-كبريتي يدخل في عمليات انتقال الإلكترون ضمن نطاق واسع من العمليات الاستقلابية. اكتشف الفيريدوكسين أول مرة سنة 1962.
هناك طيف من الفيريدوكسينات المعروفة، منها نوع استخلص من البلاستيدات الخضراء (كلوروبلاست) من السبانخ، ويعرف باسم فيريدوكسين الكلوروبلاست. يعرف الفيريدوكسين في جسم الإنسان باسم أدرينودوكسين Adrenodoxin؛ حيث يقوم بدور نقل الإلكترونات في نظام سيتوكروم P450 في الميتوكندريون (المتقدرة).